# Тоннель

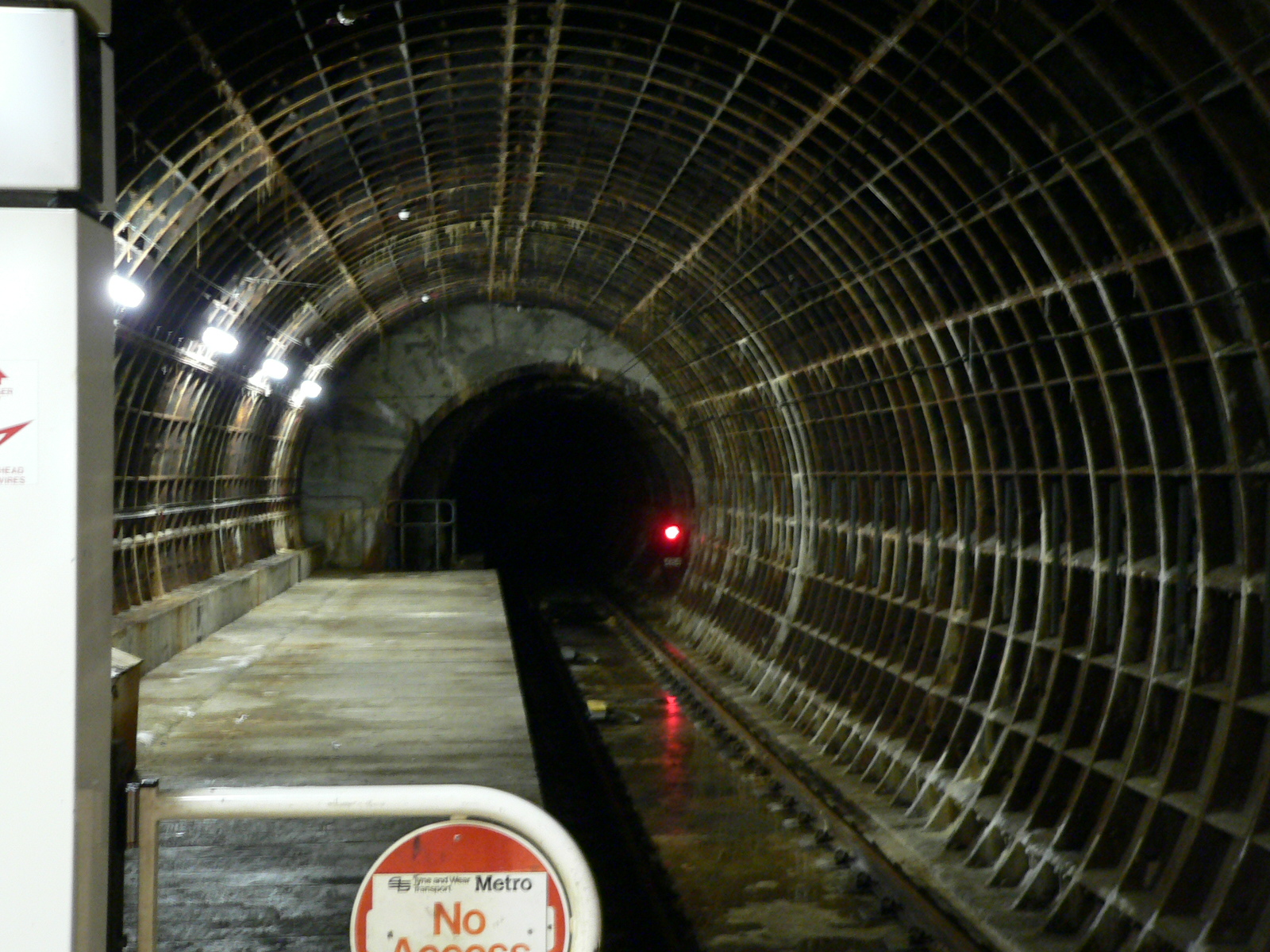
Тоннель на станции Святого Джеймса метрополитена Тайна и Уира в городе Ньюкасл-апон-Тайн, Великобритания

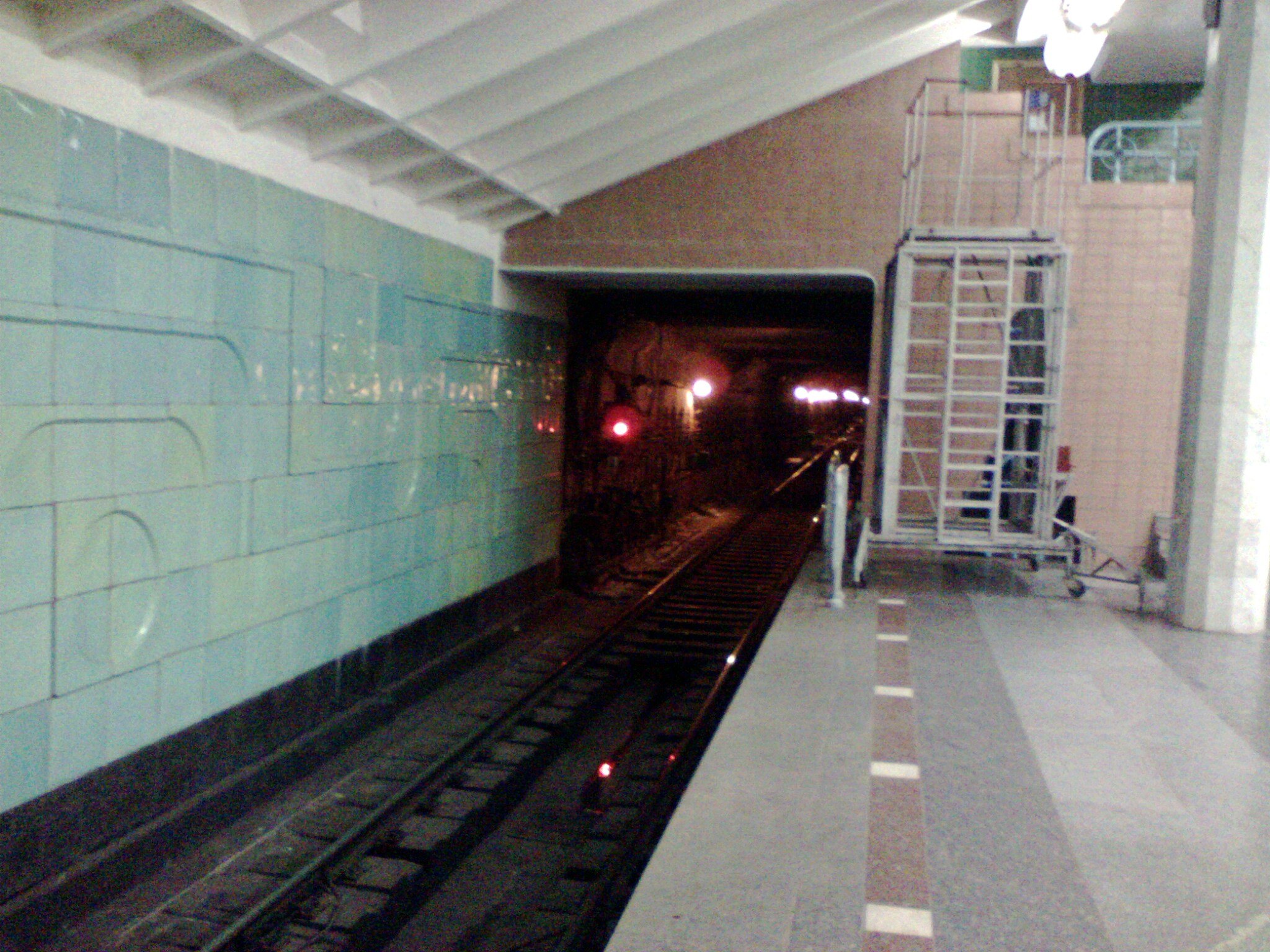
Тоннель на станции метро Метростроителей в Харькове, Украина

Тонне́ль, или тунне́ль (из англ. tunnel от старофр. tonel, уменьшительное от tonne — бочка) — горизонтальное или наклонное подземное сооружение, одно из измерений которого (длина) значительно превосходит по размерам два других (ширину и высоту).
Тоннель может быть пешеходным и/или велосипедным, для движения автомобилей, поездов, кораблей, а также трамваев и другого городского общественного транспорта, перемещения воды (деривационные тоннели гидроэлектростанций, канализационные коллекторы), прокладки сетей городского хозяйства и т. п. Существуют также так называемые экологические тоннели. Они прокладываются по звериным тропам под автомобильными или железными дорогами и служат для того, чтобы животные могли безопасно перемещаться. Основная часть метро также проложена в виде тоннелей. Чтобы избежать пересечений, линии метро прокладывают на различной глубине (уровне).
Определение того, что составляет тоннель, может широко варьироваться в зависимости от страны. Согласно Своду правил «Тоннели железнодорожные и автодорожные» тоннель — это «протяжённое подземное (подводное) инженерное сооружение, предназначенное для транспортных целей, пропуска воды и прокладки инженерных коммуникаций, являющееся основным объектом тоннельного перехода». Автомобильный тоннель в Великобритании определяется как «подземная магистраль, длиной 150 метров (490 футов) и более». Национальной ассоциации противопожарной защиты США (NFPA) определяет тоннель как «подземную конструкцию с расчётной длиной более 23 метров (75 футов) и диаметром более 1800 мм (5,9 футов)».
Тоннели строят для преодоления природных препятствий (например, тоннели под горами), для сокращения пути (тоннель сквозь гору вместо дороги вокруг), для сокращения времени движения (тоннель вместо паромной переправы). Тоннели под водными преградами часто строят вместо мостов там, где мосты могли бы помешать проходу судов. Также тоннели строят во избежание пересечения транспортных потоков на одном уровне (подземные переходы, тоннели вместо железнодорожных переездов, тоннели как часть автомобильных развязок и тому подобное). В некоторых случаях проезды под пролётами мостов тоже называют тоннелями, что, однако, в техническом смысле неправильно.

1 — Висячий мост, 2 — Тоннель типа «затопленный плавучий», 3 — Тоннель типа «погружённая труба», 4 — Подводный тоннель

Особыми разновидностями тоннелей являются тоннель типа "погружённая труба" и тоннель типа "затопленный плавучий". От тоннелей «классического типа» они отличаются отсутствием необходимости делать выработку в земной коре. Тоннели типа «погружённая труба» создаются путём укладки непосредственно на дно водоёма предварительно изготовленных на суше секций будущего тоннеля, которые впоследствии соединяются (примерами тоннелей такого типа являются Фемарнбельтский тоннель, тоннель Drogden). «Затопленные плавучие тоннели» создаются путём размещения трубы тоннеля непосредственно в толще воды на определённой глубине, при этом достигается нулевая плавучесть сооружения, чтобы оно не всплывало на поверхность и не шло ко дну, для предотвращения перемещения в горизонтальной плоскости труба крепится якорями ко дну водоёма и/или к плавучим понтонам (действующих или строящихся тоннелей такого типа в настоящий момент не существует, однако проекты предлагаются, например, проект тоннеля через Tysfjorden).

## История
Тоннель является одним из древнейших изобретений, наряду с мостом. Ещё в каменном веке люди научились вырубать проходы в горах, пещеры и шахты рудников, каменоломен и катакомб. В Вавилоне, Египте, Греции и Риме подземные работы проводились задолго до новой эры — сначала при добыче полезных ископаемых, сооружении гробниц и храмов, а затем для водоснабжения и транспорта. Первые тоннели сооружались, как правило, в скальных породах, без закрепления последних. Для ведения проходческих работ использовались примитивные орудия. В Вавилоне около 2160 года до н. э. был сооружён первый известный подводный тоннель — под Евфратом.

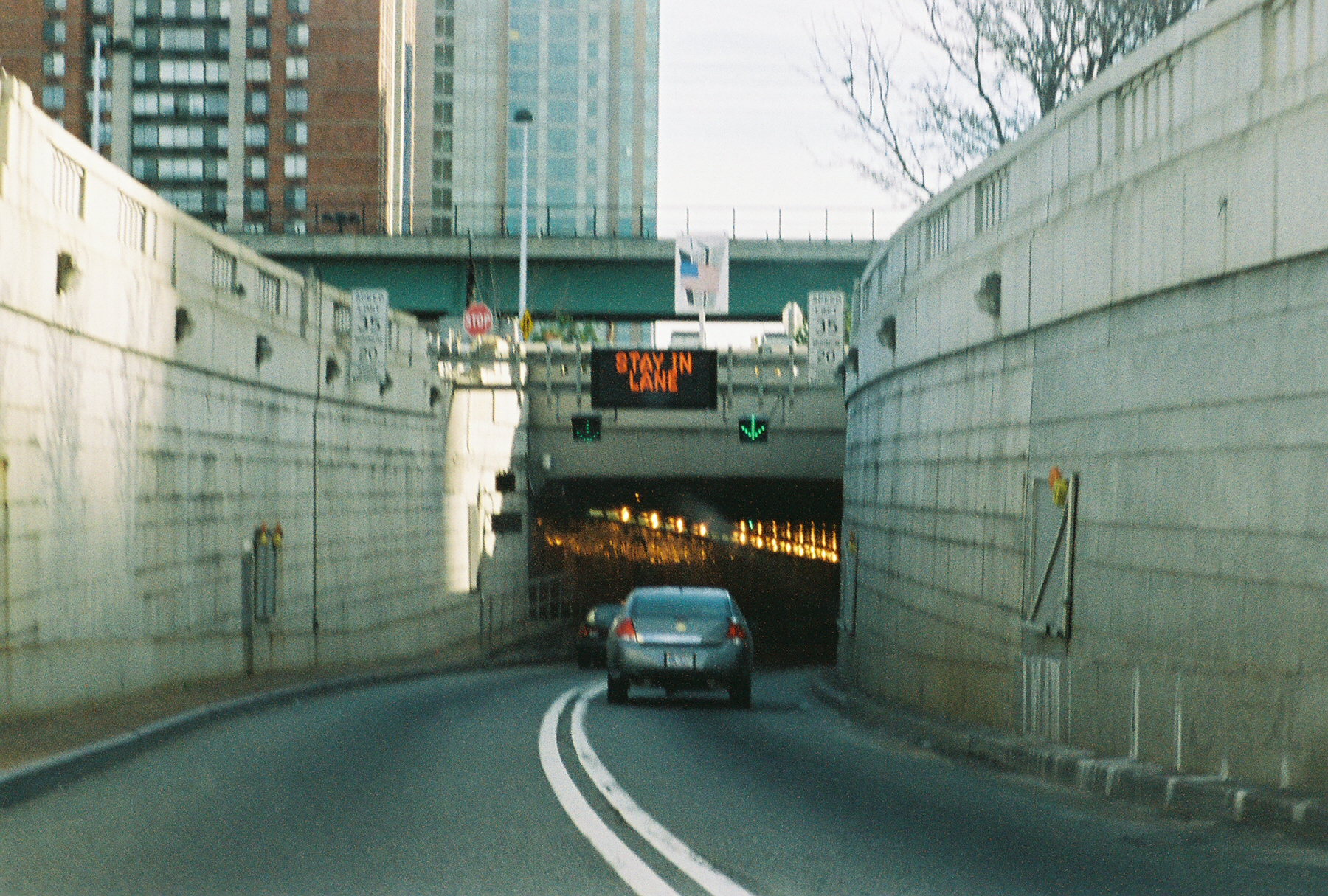
Первый в мире автомобильный тоннель

В раннее Средневековье тоннели строились редко и, в основном, в военных целях. В позднем Средневековье началось активное строительство судоходных тоннелей, соединяющих водные пути сообщения. В 1826—1830 в Великобритании на участке Ливерпуль — Манчестер был построен первый в мире железнодорожный тоннель.
Изобретение пироксилина и динамита, а также успешное применение в горном деле бурильных машин обеспечили возможность сооружения больших альпийских тоннелей между Францией, Италией и Швейцарией, в том числе и знаменитого Симплонского тоннеля длиной около 20 км. Среди сооружённых в 1920-х — начале 1930-х гг. выделяются Большой Апеннинский двухпутный железнодорожный тоннель на линии Флоренция—Болонья (Италия) длина 18,5 км, а также Ровский судоходный тоннель на водной магистрали Марсель—Рона (Франция) длиной свыше 7 км.

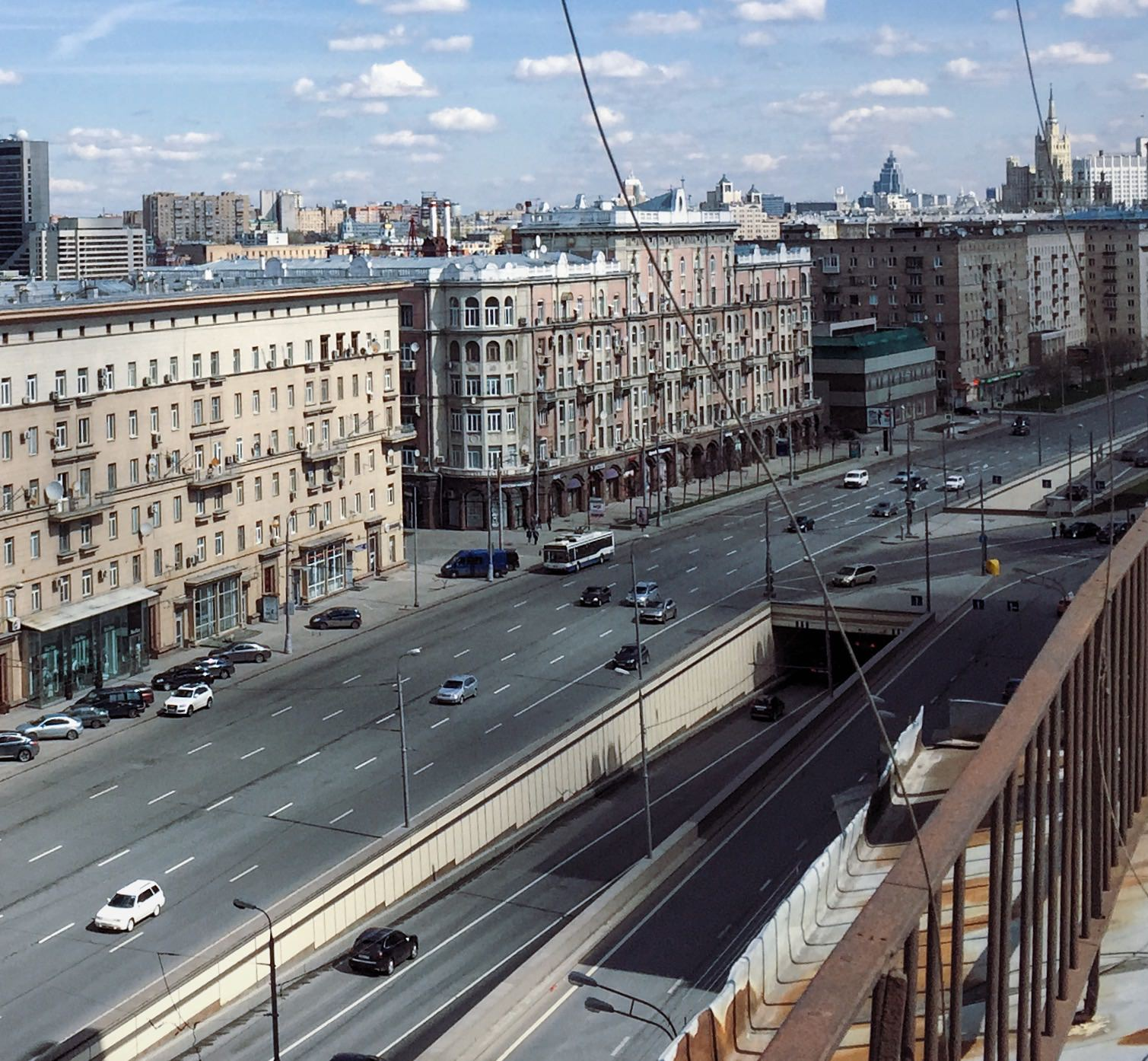
Первый автомобильный тоннель в СССР (на Кутузовском проспекте)

Первый в мире автомобильный тоннель с подъездными путями был построен в 1927 году в США под рекой Гудзон: Тоннель Холланда. Он связал Кеннел-стрит на Манхэттене в Нью-Йорке с 12-й и 13-й улицами Джерси-сити. Старый тоннель под Эльбой не имел подъездных путей, однако может считаться самым старым автомобильным тоннелем в мире (открыт в 1911 году), так как был предназначен и для перемещения автомобилей (с помощью лифтов).

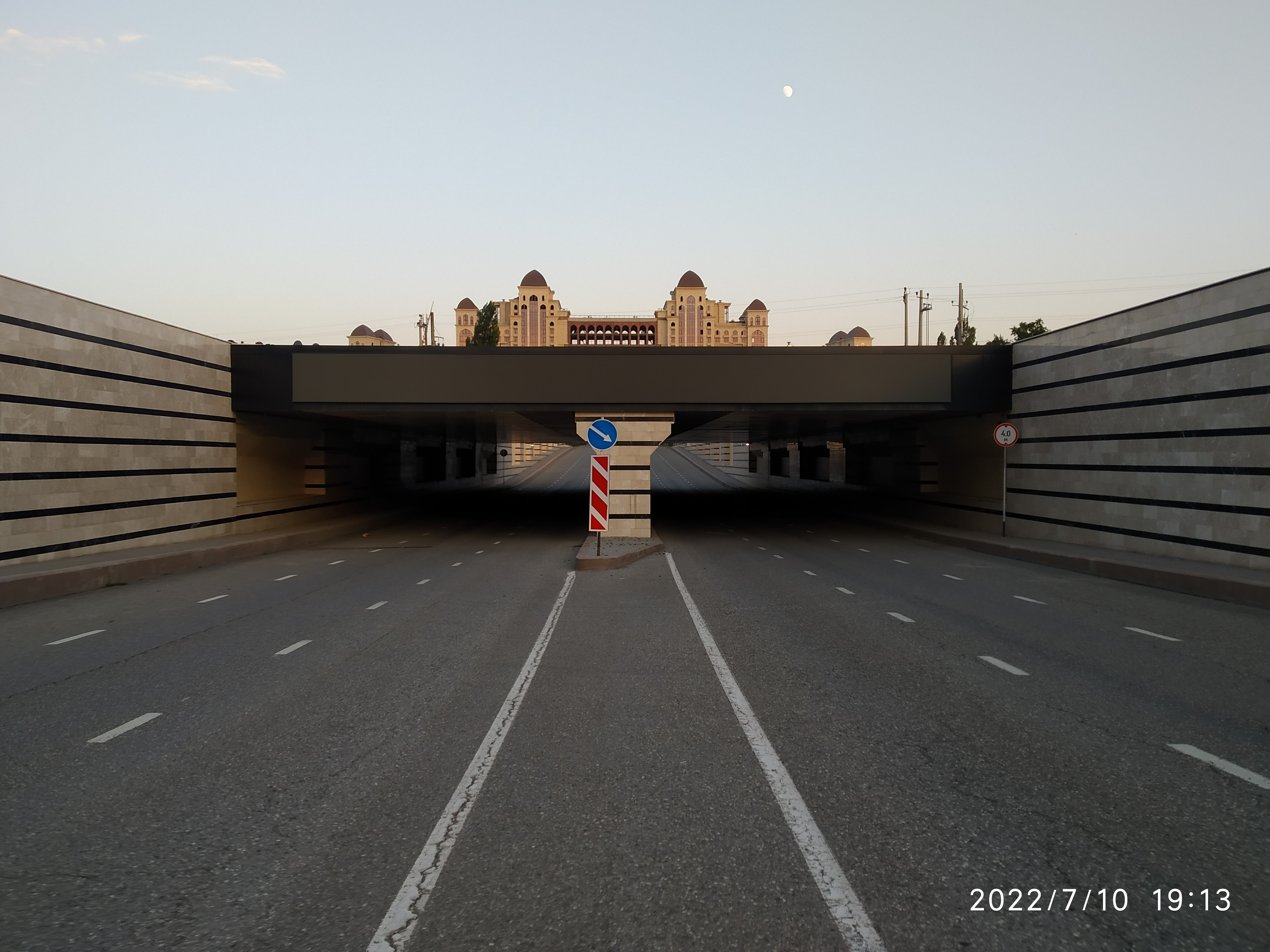
Тоннель в Грозном — место многих исторических событий

Первый железнодорожный тоннель в России построен в 1862 в городе Ковно (длина 1,28 км). После него было сооружено множество тоннелей на железных дорогах Урала, Кавказа и Крыма. Значительное развитие тоннелестроение получило в СССР в связи с интенсивным железнодорожным строительством, созданием сети ГЭС, сооружением метрополитенов и объектов городского подземного хозяйства.
Первый автомобильный тоннель в СССР был сооружён в Москве на Кутузовском проспекте в 1959 году. Первый пешеходный тоннель в Москве был построен под улицей Горького (ныне Тверской) на её пересечении с Бульварным кольцом (Пушкинская площадь) в 1938 году.

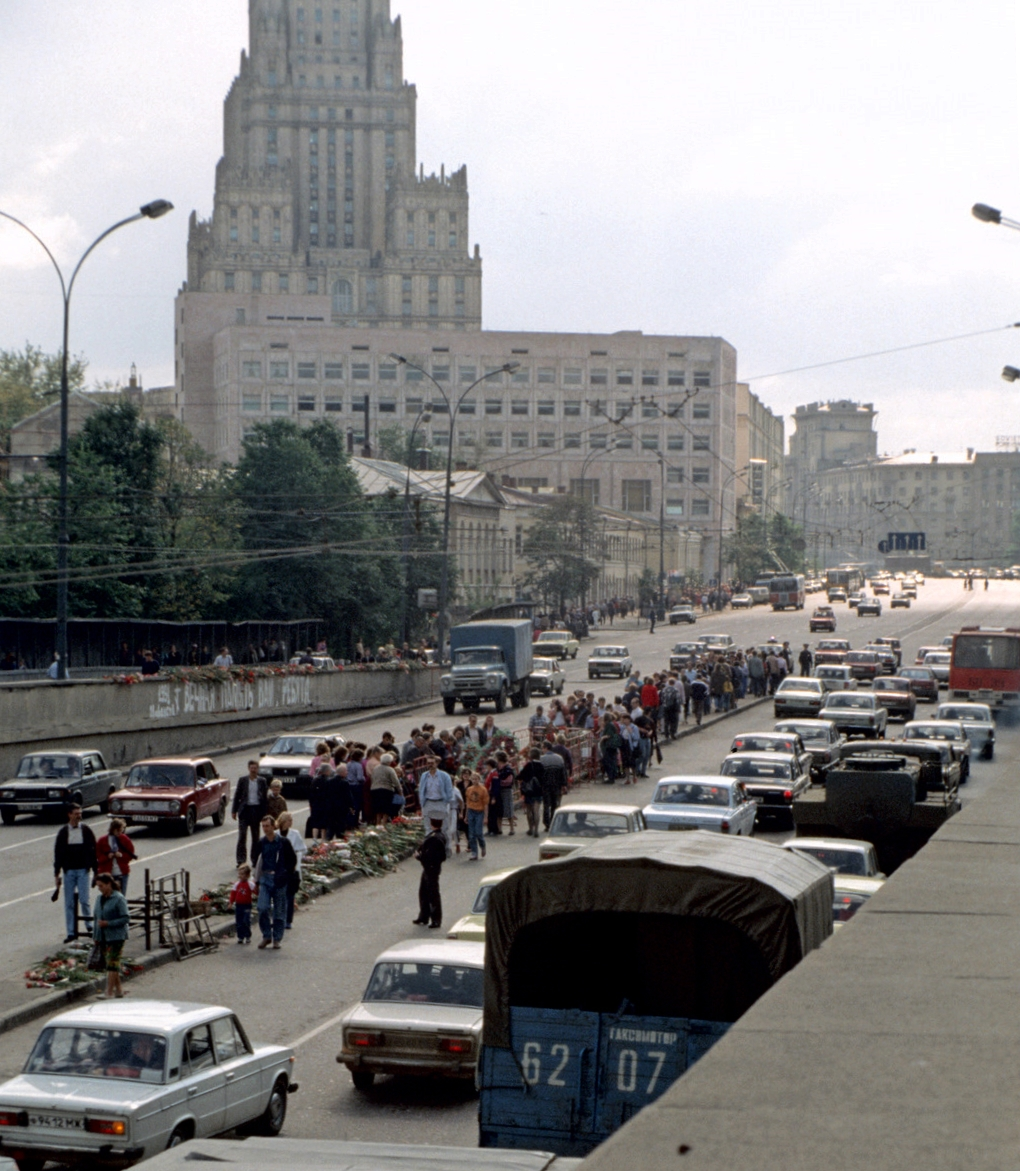
Тоннель в Москве на Садовом — участник событий 1991 и 1993 годов

## Основные элементы тоннеля
Для строительства тоннеля необходима выработка — искусственная пустота в земной коре. В устойчивых породах выработку обычно оставляют без закрепления, в неустойчивых — сооружают временную крепь, основными элементами которой являются рошпаны, а затем обделку. Обделка является важнейшим элементом тоннеля, воспринимающая давление окружающих горных пород и обеспечивающая гидроизоляцию тоннеля. Участки тоннеля, находящиеся возле его выходов, называются порталами. Порталы придают архитектурный вид входам в тоннель на фоне окружающего ландшафта.
Для гидроизоляции тоннелей по технологии ново-австрийского метода (NATM) применяется геомембрана с сигнальным слоем.

## Способы строительства

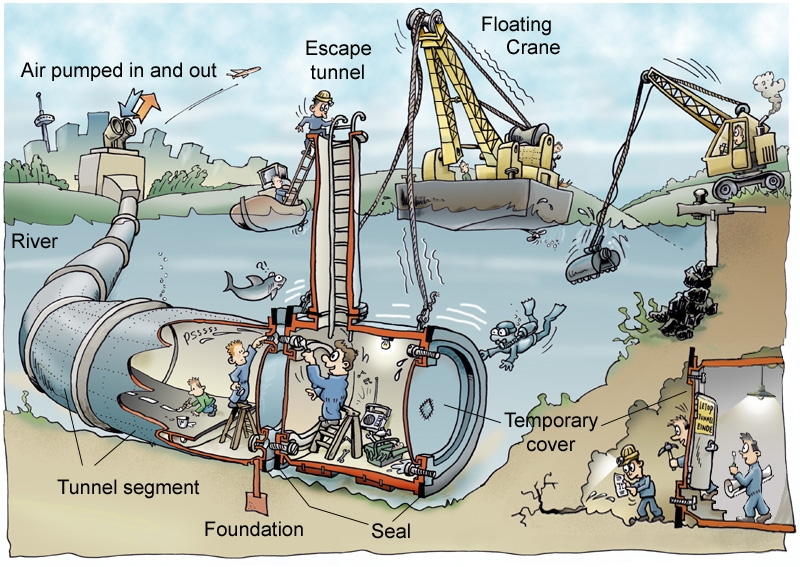

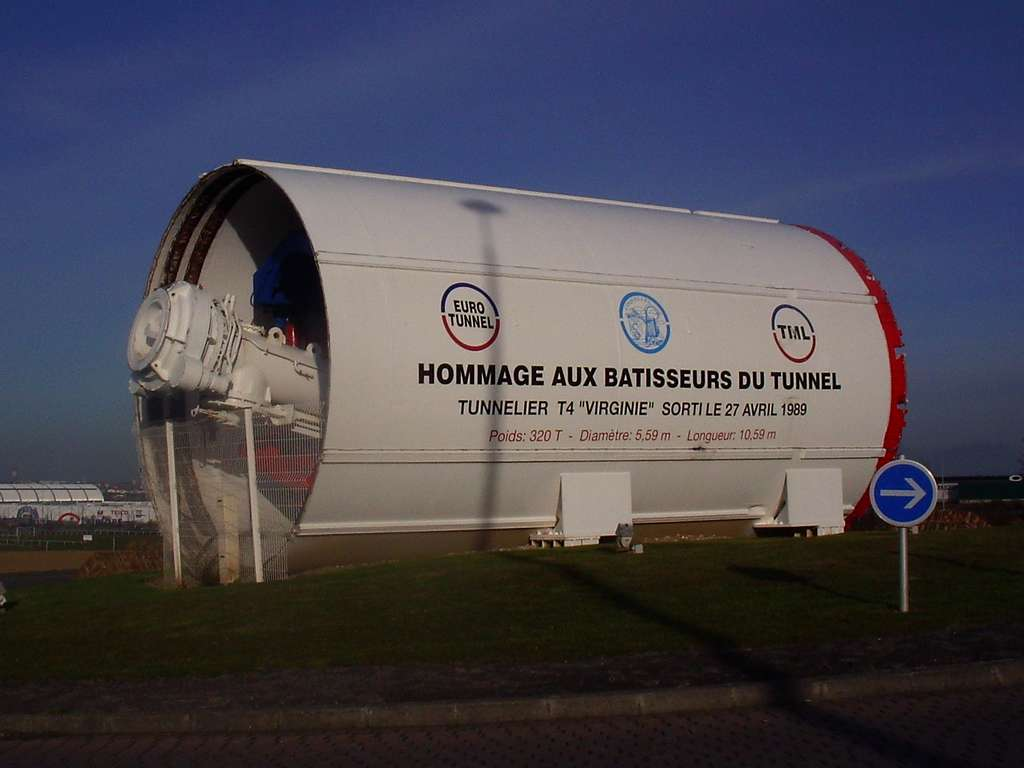
Проходческий щит

### Закрытые
Закрытые способы строительства тоннелей применяются как для строительства тоннелей глубокого (>20 м), так и мелкого залегания.
В зависимости от того, в какой породе располагается тоннель, выбирают ту или иную технологию строительства:

#### Устойчивые грунты средней крепости и крепкие
- Горный способ проходки с использованием буровзрывных работ — производится обуривание забоя шпурами, в которые закладывают заряды взрывчатого вещества, и затем происходит взрыв, разрушающий горную породу. Разрушенная порода транспортируется на поверхность, устраивается сначала временная крепь, а затем постоянная обделка.
- Комбайновый способ проходки — похож на предыдущий, но разработка грунта осуществляется не взрывами, а при помощи специальных тоннелепроходческих комбайнов с рабочими органами различных типов.

#### Сильнотрещиноватые и мягкие породы
- Новоавстрийский способ проходки (проходка с использованием податливого свода) — временная крепь (обычно набрызг-бетон, плотно нанесённый на породу и армированный) работает совместно с прилегающим грунтовым массивом, укреплённым анкерами, при этом основные нагрузки воспринимает массив. Такая конструкция крепи позволяет увеличить устойчивость свода выработки, без загромождения сечения тоннеля временной крепью. Постоянная обделка может возводиться на значительном удалении от забоя сразу по всему сечению с использованием высокопроизводительных механизмов.
- Щитовой метод проходки — при помощи проходческого щита проводится разработка грунта на полное сечение, а затем сооружение обделки тоннеля.

#### В неустойчивых, обводнённых грунтах и агрессивных средах
- Специальные способы проходки — с применением сжатого воздуха, замораживания, водопонижения или закрепления грунтов специальными растворами.
- Щитовой метод проходки с использованием активного пригруза забоя — при помощи специальных механизированных проходческих щитов, имеющих герметичную призабойную зону. Активный пригруз может создаваться либо грунтом, перемешиваемым в призабойной зоне, либо специально нагнетаемыми бентонитовой суспензией или сжатым воздухом.

### Открытые
Применяются, как правило, для возведения тоннелей мелкого залегания. По сравнению с закрытыми способами, открытые способы отличаются относительной дешевизной строительства, но при использовании требуют обязательного перекладывания дорог и коммуникаций, находящихся над тоннелем. К открытым способам относят
- Котлованный способ — Разрывается котлован на полную ширину тоннеля до уровня его подошвы. Стены котлована либо оставляют под углом естественного откоса грунта, либо укрепляют в вертикальном положении. Обделку сооружают в котловане, который затем засыпают грунтом. Данный способ применялся при строительстве метро в Берлине и поэтому иногда называется «берлинским».
- Траншейный способ — Котлован разрывается по частям, стены возводят методом «стены в грунте». Таким способом часто строят пешеходные тоннели.
- Щитовой способ — Для возведения используется прямоугольный щит, аналогичный тому, что используется при закрытом способе. С его помощью возводят обделку тоннеля.

В отдельную категорию относят т. н. погружные тоннели — их строят в море опуская на ровное дно готовые сегменты в виде огромных полых цилиндров. После закрепления на дне, соединения, герметизации стыков из получившейся трубы откачивают воду — тоннель готов.
При сооружении тоннелей в сложных инженерных условиях используют различные специальные методы (дренаж, замораживание грунтов, кессонный способ с применением сжатого воздуха и пр.).

## Самые длинные тоннели

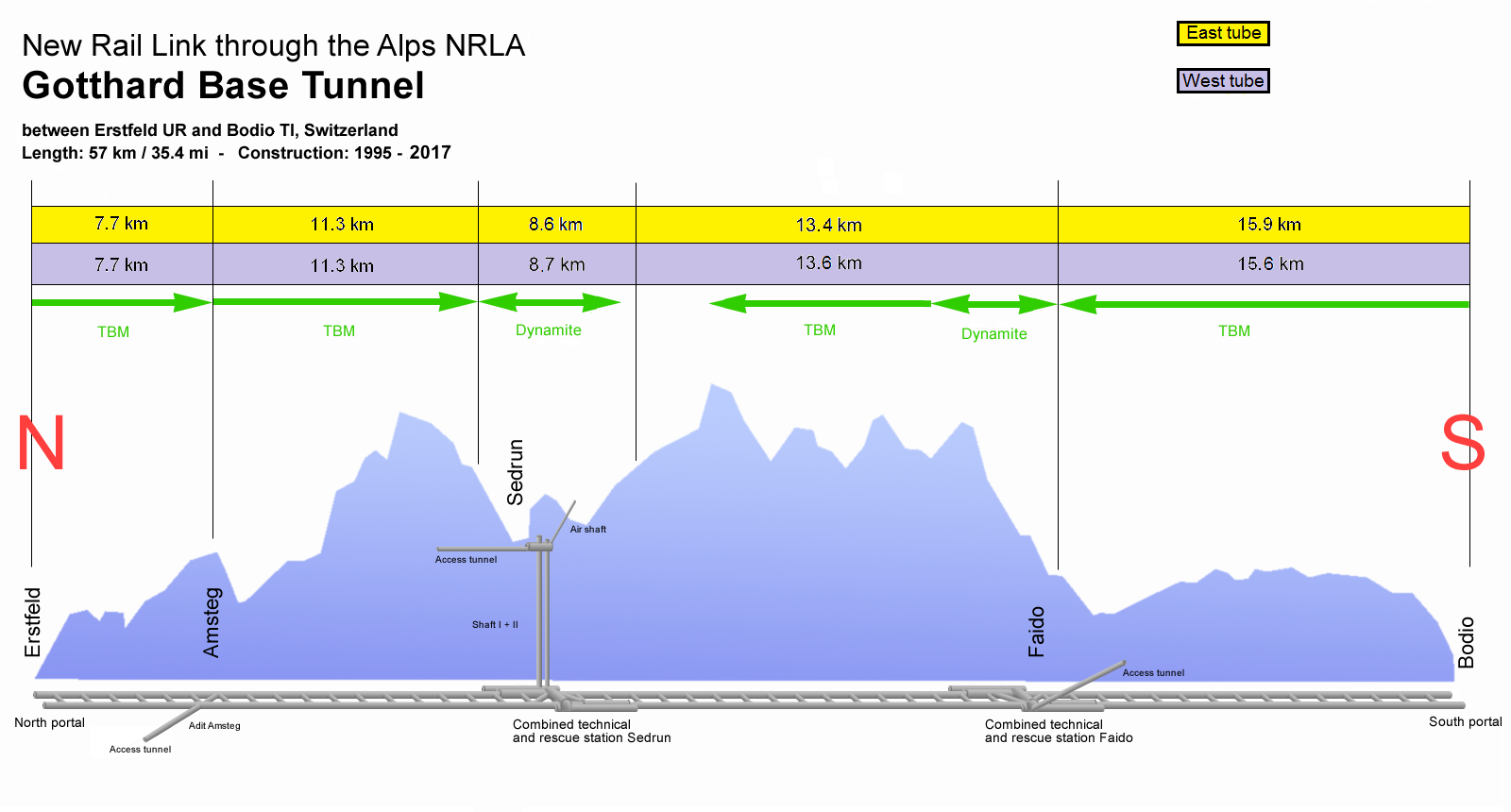
«Готард» 57 км

- Готардский базисный тоннель (Gotthard) — самый длинный тоннель в мире[10] (не считая тоннелей линий метро в некоторых городах) и крупнейший тоннель за всю историю Европы. Его протяжённость — 57 км (включая служебные и пешеходные ходы — 157 км), на него было потрачено 9,8 млрд швейцарских франков (10,3 млрд долларов), а работы выполняли больше чем 2.5 тысячи рабочих. Открыт в 2016 году.

Тоннель «Сэйкан» — 53,9 км

- До прокладки тоннеля Готард самым длинным являлся японский тоннель «Сэйкан», соединяющий острова Хонсю и Хоккайдо: 53,9 км. Тоннель открыт для движения 13 марта 1988 года.
- Лердальский тоннель в Норвегии — самый длинный автомобильный, имеет протяжённость 24,5 км. Открыт в 2000 году.

«Евротоннель» 49,94 км

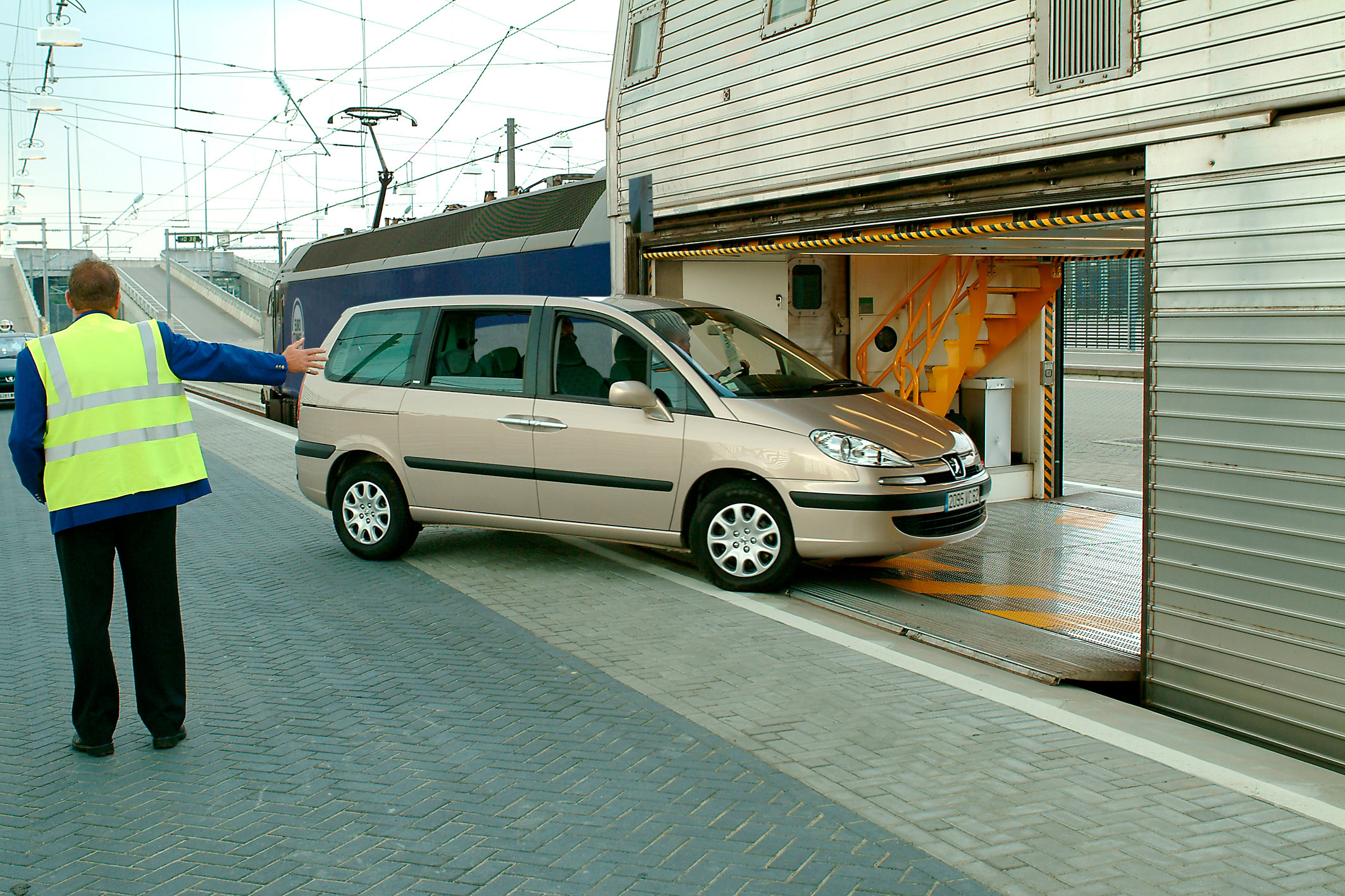
Погрузка автомобиля в автомобильный вагон «Евротоннеля».

- Евротоннель, проложенный под Ла-Маншем между Фолкстоном (графство Кент, Великобритания) и Кале (Франция). Несмотря на то, что этот тоннель уступает по общей протяжённости тоннелю Сэйкан, его подводный участок (около 39 км) на 14,7 км длиннее подводного участка железнодорожного тоннеля Сэйкан. Тоннель под Ла-Маншем официально открыт в 1994 году.
- Швейцарский тоннель Лёчберг (на линии Берн — Милан) является вторым по длине сухопутным тоннелем — после Готтардского базисного (см. выше). Его длина 34 км. Он соединяет район Берна и Интерлакена с районом Брига и Церматта.
- Тоннель Роув[фр.] — самый длинный судоходный тоннель в истории. Его длина составляла 7120 метров. Этот тоннель был частью судоходного канала[фр.], соединявшего Средиземное море в районе Марселя и реку Рона в районе Арля. Тоннель Роув был открыт для движения в 1927 году. В 1963 году произошло обрушение части тоннеля, вследствие чего тоннель был закрыт.
- Тоннель Рикеваль[фр.] — самый длинный из ныне действующих судоходных тоннелей. Его длина составляет 5670 метров. Открыт для движения в 1810 году. На момент своего открытия это был самый длинный тоннель в мире. В настоящий момент тоннель Рикеваль продолжает использоваться по назначению, являясь составной частью судоходного канала Сен-Кантен[фр.].

## Самые глубокие тоннели

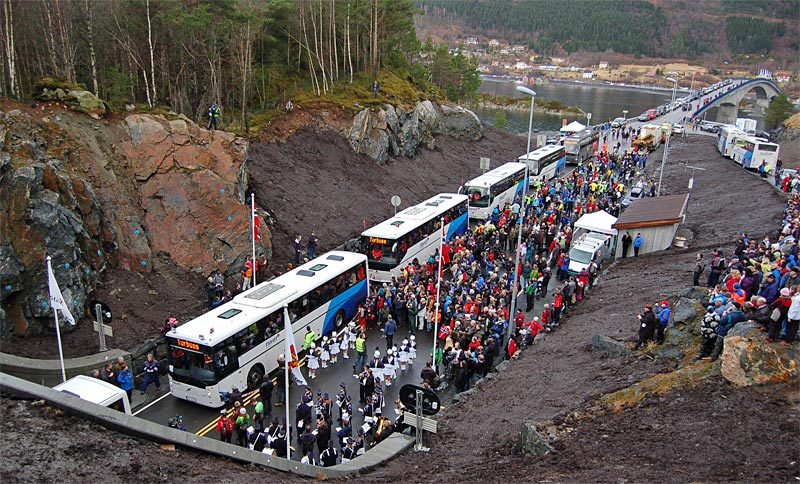
Эйксуннский тоннель
Открытие движения 23 февраля 2008. На дальнем плане — новый Эйксуннский мост

- Эйксуннский тоннель в Норвегии, открытый в феврале 2008 года, достигает глубины 287 м ниже уровня моря. Максимальный уклон дорожного полотна достигает 9,6 %, минимальная толщина скалы над тоннелем — 50 м.

## Тоннели России

### Автомобильные

Знак 1.31, «Тоннель» (РФ)

Наиболее протяжённым автомобильным тоннелем в России является Гимринский автодорожный тоннель длиной 4303 м, расположенный в Дагестане.

### Железнодорожные
По состоянию на июль 2006 года на сети ОАО «РЖД» эксплуатировалось 162 тоннеля общей протяжённостью 119 километров. Наибольшее количество тоннелей сконцентрировано на Кругобайкальской железной дороге.
Самым длинным железнодорожным тоннелем в России считается Северо-Муйский тоннель, являющийся частью Байкало-Амурской магистрали и открытый 5 декабря 2003 года. Тоннель имеет протяжённость в 15 343 м и проходит под Северо-Муйским хребтом (максимальная глубина 1,5 км). Строительство заняло 26 лет.
Самым длинным железнодорожным подводным тоннелем в Российской Федерации является тоннель под Амуром в Хабаровске протяжённостью 7198 метров.
Самый длинный перегон (6 625 метров) в тоннелях московского метро расположен между станциями «Строгино» и «Крылатское».